# Рестинга бура
Рести́нга бура (Formicivora grisea) — вид горобцеподібних птахів родини сорокушових (Thamnophilidae). Мешкає в Південній Америці.

## Опис

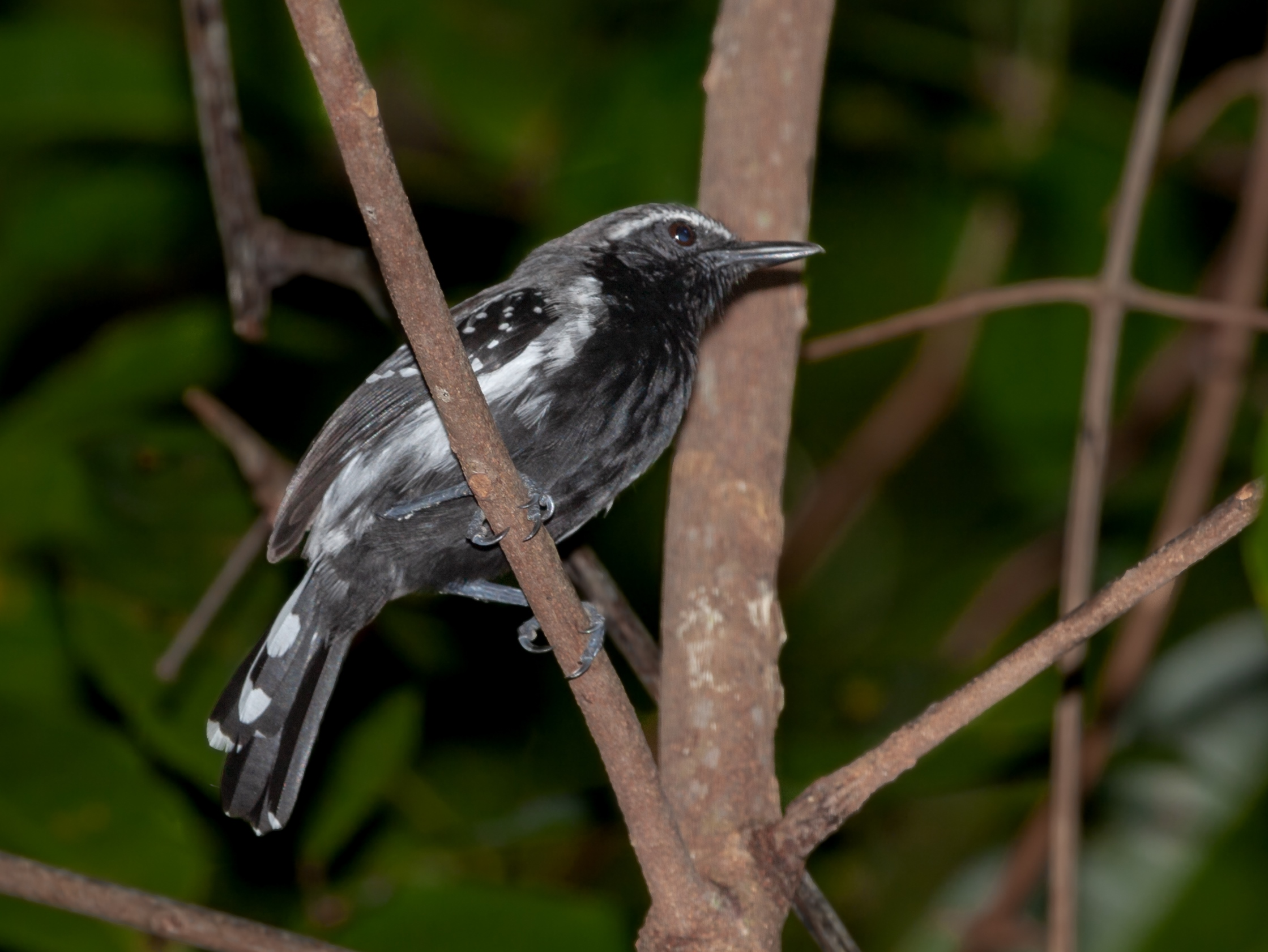
Самець бурої рестинги

Довжина птаха становить 12-13 см, вага 9-12 г. У самців верхня частина голови і верхня частина тіла сірувато-коричневі Крила, хвіст, нижня частина голови і нижня частина тіла чорні. На крилах дві помітні білі смуги, від очей до грудей і боків ідуть білі смуги, стернові пера на кінці білі. У самиць забарвлення верхньої частини тіла подібне до забарвлення верхньої частини тіла самців, нижня частина тіла оранжева, над очима оражеві смуги.

## Таксономія
Бурі рестинги був описаний французьким натуралістом Жоржем-Луї Леклерком де Бюффоном в 1775 році в праці «Histoire Naturelle des Oiseaux» за зразком з Каєнни (Французька Гвіана). Біномінальну назву птах отримав в 1783 році, коли нідерландський натураліст Пітер Боддерт класифікував його під назвою Turdus griseus у своїй праці «Planches Enluminées»<. Бюффон помилково вважав, що птах походив з Анголи. У 1824 році британський орнітолог Вільям Джон Свенсон помістив буру рестингу у рід Рестинга (Formicivora). Бура рестинга є типовим видом цього роду.

## Підвиди
Виділяють два підвиди:
- F. g. rufiventris Carriker, 1936 — східна Колумбія і пваденна Венесуела (захід Амасонасу);
- F. g. grisea (Boddaert, 1783) — Гаяна, прибережні райони Суринаму і Французької Гвіани, північна і східна Бразилія.

Строкатокрила рестинга раніше вважалася конспецифічною з бурою рестингою, однак була визнана окремим видом.

## Поширення і екологія
Бурі рестинги мешкають в Колумбії, Венесуелі, Гаяні, Суринамі, Французькій Гвіані і Бразилії. Вонпи живуть у вологих і сухих тропічних лісах, в галерейних лісах і прибережних заростях рестінги. Зустрічаються територіальними парами. Живляться комахами та іншими дрібними безхребетними, яких шукають в підліску. В кладці 2 білих, поцяткованих пурпуровими плямками яйця.